# Medalha pela captura de Berlim
A Medalha "Pela Captura de Berlim" (em russo:  Медаль «За взятие Берлина») foi uma medalha de campanha da Segunda Guerra Mundial da União Soviética. Foi criada em 9 de junho de 1945 por decreto do Presidium do Soviete Supremo da URSS para satisfazer a petição do Comissariado do Povo para a Defesa da União Soviética. O estatuto da medalha foi alterado em 18 de julho de 1980 pelo decreto do Presidium do Soviete Supremo da URSS nº 2523-X.

## Estatuto da medalha

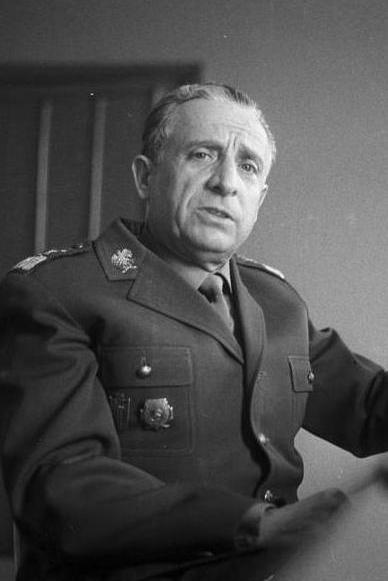
Marechal da Polônia Marian Spychalski, um dos galardoados

A Medalha "Pela Captura de Berlim" foi concedida aos soldados do Exército Vermelho, da Marinha e às tropas do NKVD, participantes diretos do assalto e captura de Berlim, bem como aos organizadores e líderes das operações de combate na captura desta cidade.
A entrega da medalha foi feita em nome do Presidium do Soviete Supremo da URSS com base em documentos que atestam a participação real na captura de Berlim. Os militares em serviço receberam a medalha do comandante de sua unidade, os aposentados do serviço militar receberam a medalha de um comissário militar regional, municipal ou distrital da comunidade beneficiária.

A Medalha “Pela Captura de Berlim” é usada no lado esquerdo do peito e, quando na presença de outras condecorações da URSS, localizada imediatamente após a Medalha pela captura de Viena. Se usado na presença de ordens ou medalhas da Federação Russa, estas últimas têm precedência.

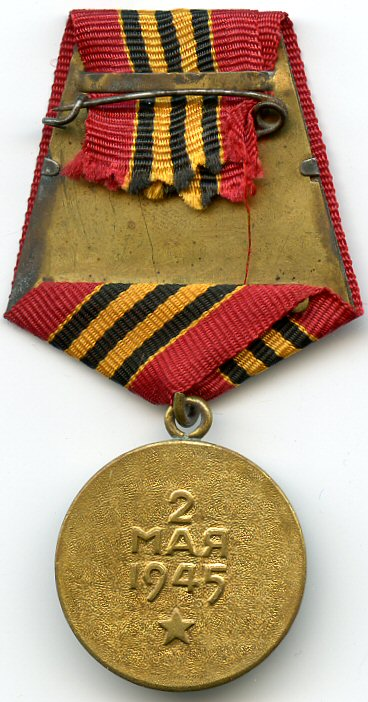
Verso da Medalha "Pela Captura de Berlim"

## Descrição da medalha
A Medalha "Pela Captura de Berlim" tem formato circular em latão de 32 mm de diâmetro com borda elevada no anverso. No anverso pedregoso, no topo, uma estrela plana de cinco pontas, com a ponta superior tocando a borda superior da medalha. Abaixo da estrela, a inscrição em relevo em negrito em três linhas "PELA CAPTURA DE BERLIM" ( em russo:  «ЗА ВЗЯТИЕ БЕРЛИНА») terminando na metade da medalha. Na parte inferior, imagem em relevo de uma coroa de ramos de carvalho subindo pela circunferência esquerda e direita da medalha até a fileira inferior da inscrição. No verso, perto do topo, a data em relevo em três linhas sobre uma estrela de cinco pontas plana em relevo "2 DE MAIO DE 1945" ( em russo:  «2 МАЯ 1945»).
A Medalha "Pela Captura de Berlim" é presa por um anel através do laço de suspensão da medalha a uma montagem pentagonal soviética padrão coberta por uma fita moiré de seda vermelha de 24 mm de largura com uma fita de São Jorge de 12 mm de largura no centro.

## Destinatários notáveis

### Soviéticos
- Marechal da União Soviética Georgy Konstantinovich Zhukov
- Marechal das Tropas Blindadas Mikhail Efimovich Katukov
- Marechal da União Soviética Vasily Ivanovich Chuikov
- Marechal da União Soviética Ivan Stepanovich Konev
- Marechal da União Soviética Konstantin Rokossovskiy
- Marechal da União Soviética Pavel Fyodorovich Batitsky
- Tenente General Semyon Moiseevich Krivoshein
- Marinheiro Lev Efimovich Kerbel

### Estrangeiros
- General, mais tarde presidente Wojciech Witold Jaruzelski (Polônia)
- Marechal da Polônia Marian "Marek" Spychalski (Polônia)

## links externos
- Biblioteca Jurídica da URSS